# Larinioides suspicax
Larinioides suspicax (O. P.-Cambridge, 1876) è un ragno appartenente alla famiglia Araneidae.

## Distribuzione
La specie è stata rinvenuta in diverse località della regione compresa fra l'Europa e l'Asia centrale.

## Tassonomia
Non sono stati esaminati esemplari di questa specie dal 2005
Attualmente, a dicembre 2013, non sono note sottospecie